# Beautiful Boy (Darling Boy)
"Beautiful Boy (Darling Boy)" é uma canção composta e gravada pelo músico britânico John Lennon. Foi lançada no álbum Double Fantasy, o último de Lennon antes de sua morte.
Paul McCartney comentou que esta é uma de suas canções favoritas compostas por Lennon, e quando ele apareceu no programa de rádio Desert Island Discs em 1982 a escolheu como a favorita de sua coleção, da mesma forma que Yoko Ono em 2007.

## Versão de Céline Dion
"Beautiful Boy" foi regravada pela cantora canadense Céline Dion para o álbum Miracle (2004). Foi lançada em 4 de outubro de 2004 na América do Norte e partes da Europa como seu primeiro single promocional.
A canção chegou ao segundo lugar no Quebec. "Beautiful Boy" também foi bem recebida nas paradas de adult contemporary, chegando ao número 18 nos Estados Unidos e ao 23 no Canadá. Também chegou ao número 30 na Hungria.

### Posição nas paradas musicais
| Parada (2004–2005)                            | Melhor posição |
| --------------------------------------------- | -------------- |
| Canadá AC (Billboard)                         | 23             |
| Hungria (Rádiós Top 40)                       | 30             |
| Quebec (ADISQ)                                | 2              |
| Estados Unidos (Billboard Adult Contemporary) | 18             |